# Irena Nowacka
Irena Maria Nowacka (ur. 8 września 1950 w Turku) – polska polityk, samorządowiec, nauczycielka, posłanka na Sejm I, II, III i IV kadencji.

## Życiorys
W 1984 ukończyła studia z zakresu filologii polskiej na Uniwersytecie Łódzkim, następnie pracowała jako nauczyciel w szkołach podstawowych. Od 1976 do rozwiązania (1990) należała do Polskiej Zjednoczonej Partii Robotniczej. Od 1988 do 1990 pełniła funkcję I sekretarza Komitetu Miejskiego PZPR w Błaszkach. W latach 1984–1990 była zastępcą komendanta Chorągwi Sieradzkiej Związku Harcerstwa Polskiego.
Od 1990 działała w Socjaldemokracji Rzeczypospolitej Polskiej i następnie w Sojuszu Lewicy Demokratycznej. Od 1991 do 2005 pełniła funkcję posła na Sejm I, II, III i IV kadencji z okręgów sieradzkich: nr 6, nr 40 i nr 11 z ramienia SLD. W 2005 bez powodzenia ubiegała się o reelekcję. W 2006 uzyskała mandat radnej sejmiku łódzkiego z listy Lewicy i Demokratów. W 2009 bezskutecznie kandydowała do Parlamentu Europejskiego z listy SLD-UP. W 2010 skutecznie ubiegała się o reelekcję do sejmiku z listy SLD. W marcu 2014 wystąpiła z SLD, a w następnym miesiącu współtworzyła w sejmiku województwa klub radnych Lewica Samorządowa. Nie kandydowała w tym samym roku w kolejnych wyborach.
W 2010 otrzymała Złoty Krzyż Zasługi.